# Rinat Dassajev
Rinat Fajzrachmanovitj Dassajev (ryska: Ринат Файзрахманович Дасаев), född 13 juni 1957 i Astrachan i Sovjetunionen, är en rysk (tatarisk) före detta fotbollsmålvakt. 

## Karriär
Dassajev var målvakt i den ryska klubben FC Spartak Moskva och blev utsedd till bästa ryske målvakt av tidningen Ogonjok (Огонëк) 1980, 1982, 1983, 1985, 1987 och 1988. Dasajev spelade i landslaget i OS 1980 och i VM 1982 och 1986 och EM 1988. Han lämnade Spartak för Sevilla 1986. När kontraktet med spanska klubben Sevilla FC upphörde i det tidiga 1990-talet slutade Dassajev. 
Dassajev var en av världens bästa målvakter under 1980-talet och han följde därmed upp den stolta sovjetiska målvaktstraditionen med framgångsrika målvakter som Lev Jasjin och Rudakov. Den största framgången på landslagsnivå kom 1988 då Dassajev var en av nyckelspelarna när Sovjetunionen tog EM-silver. 
Dassajev finns med på listan FIFA 100. Listan gjordes i mars 2004 av Pelé och utsåg de 125 bästa levande fotbollsspelarna genom tiderna. 

## Meriter
- VM i fotboll: 1982, 1986, 1990
- EM i fotboll: 1988
  - EM-silver 1988